# Rinnenspitze
Die Rinnenspitze ist ein 3000 m ü. A.  hoher Berg in den Stubaier Alpen. Sie gehört zur Gruppe Alpeiner Berge im österreichischen Bundesland Tirol.

## Anstiege
Von der Oberrisshütte über die Alpeiner Alm zur Franz-Senn-Hütte wandern (2 Stunden). Anschließend führt der Weg Richtung Rinnensee, zweigt kurz davor ab und schließlich steigt man über einen Grat zum Gipfel auf (3 Stunden).

## Lage
Lage der Rinnenspitze in den Stubaier Alpen (links)
und in den gesamten Alpen (rechts).